# Harvey Wood
Harvey Jesse Wood (Beverley, 10 april 1885 - Tynemouth, 18 december 1958) was een Brits hockeyer. 
Met de Britse ploeg won Wood de olympische gouden medaille in 1908 in eigen land. 

## Resultaten
- 1908  Olympische Zomerspelen in Londen